# Iouri Romanenko
Iouri Viktorovitch Romanenko (en russe : Юрий Викторович Романенко) est un cosmonaute soviétique, né le 1er août 1944 dans un village de l'ouest de l'oblast d'Orenbourg.

## Biographie
Iouri Romanenko a été major dans l'armée de l'air russe, et a été sélectionné en tant que cosmonaute le 27 avril 1970.
Son fils Roman Romanenko, né à Chtchiolkovo (Russie) le 9 août 1971, est lui-même cosmonaute.

## Vols réalisés
Iouri Romanenko a volé comme commandant sur :
- 10 décembre 1977 : Saliout 6. Il participe à la mission Soyouz 26 lancée en direction de la station spatiale, en tant que membre de l'expédition Saliout 6 EO-1. Il revient sur Terre le 16 mars 1978 à bord de Soyouz 27, battant le record de durée de vol de l'époque avec plus de 96 jours.
- 18 septembre 1980 : Saliout 6. Il participe à la mission Soyouz 38 lancée en direction de la station spatiale, en tant que membre de l'expédition Saliout 6 EP-8. Il revient sur Terre le 26 septembre 1980.
- 5 février 1987 : Mir. Il participe à la mission Soyouz TM-2 lancée en direction de Mir, en tant que membre de l'expédition Mir EO-2. Il revient sur Terre le 29 décembre 1987 à bord de Soyouz TM-3. Il établit un nouveau record de durée de vol spatial : 326 jours, 11 heures et 38 minutes[2].

Iouri Romanenko a passé au total 430 jours 20 heures 21 minutes et 30 secondes dans l'espace.